# Castillo de Jorcas
El castillo de Jorcas es un castillo en ruinas situado en un cerro en la localidad turolense de Jorcas (España), declarado en 2006 Bien de interés cultural como zona arqueológica. Del castillo, anterior al siglo XIII, quedan solo restos de un muro de mampostería y la base de un torreón de planta pentagonal del mismo material, pero con sus esquinas reforzadas con sillares. Se trata de un edificio incluido en el inventario del Parque Cultural del Chopo Cabecero del Alto Alfambra que requiere especial protección por su singularidad.
En el lugar donde se encuentran los restos de la edificación se construyó un depósito de agua a finales del siglo XX.
En 1214 fue cedido a Sancho VII de Navarra. En 1285 pertenecía al obispado de Zaragoza. En el siglo XVI, su obispo, Fadrique de Portugal, ordenó que se reformara.